# Blut und Eisen

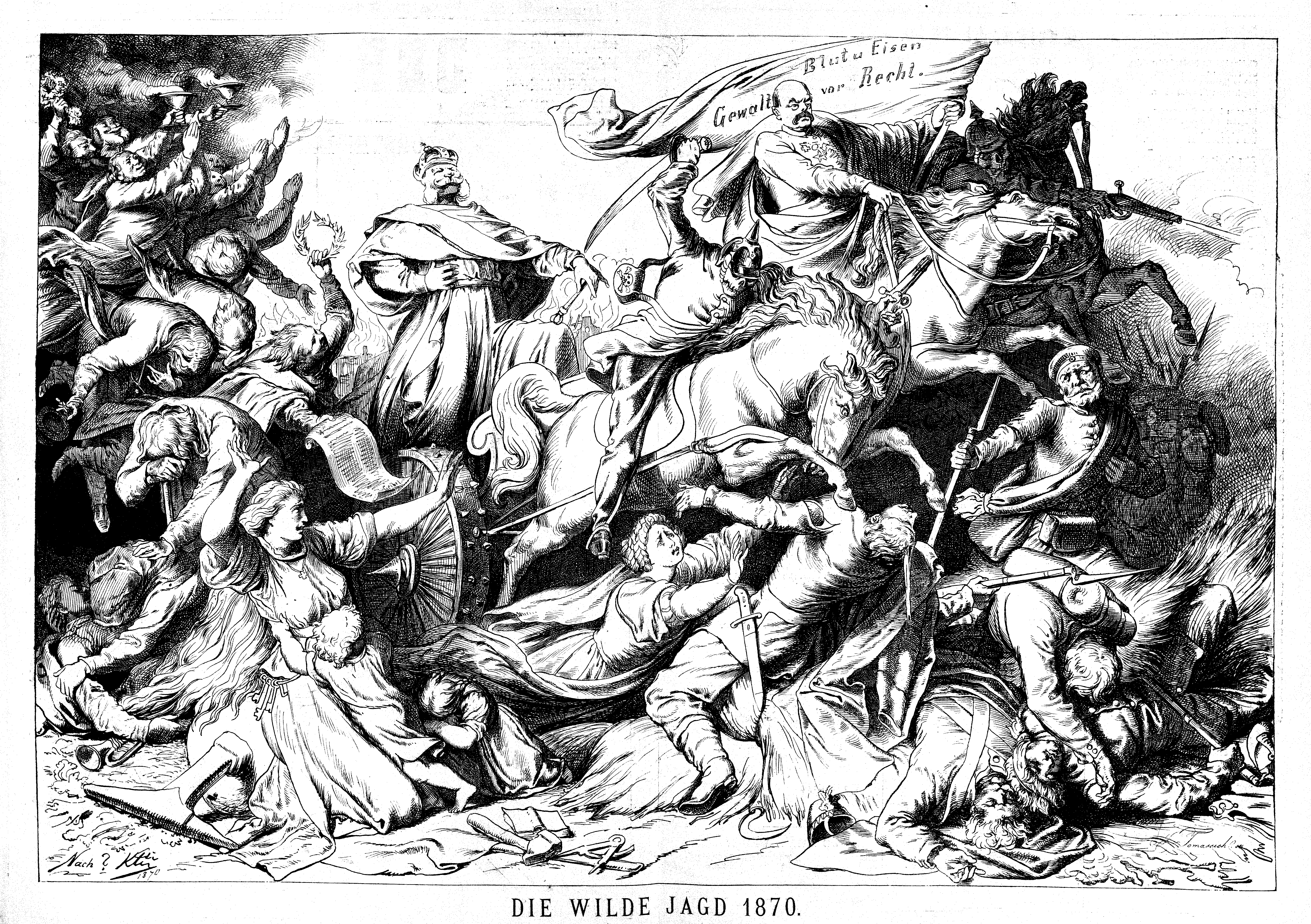
Die Wilde Jagd 1870: Der preußische Ministerpräsident Bismarck hält auf einem Schlachtfeld des Deutsch-Französischen Krieges eine Flagge mit der Aufschrift „Blut u Eisen / Gewalt vor Recht.“ Er wird links und rechts von Gerippen begleitet, die den Tod symbolisieren. Ihnen folgt in einem Triumphwagen der preußische König Wilhelm I. Der Monarch zeigt sich einer teils verzweifelten und teils begeisterten Menschenmenge am Seitenrand als siegreicher Triumphator. Das in der Flagge auftauchende „Blut u[nd] Eisen“ – in einer Ansprache Bismarcks am 30. September 1862 gefallene Worte – wird in Zusammenhang mit einer weiteren Rede des Ministerpräsidenten gebracht. Die Ansprache hielt Bismarck am 27. Januar 1863, wobei ihm die Worte „Macht geht vor Recht“ zugeschrieben wurden. In der Fahne erfährt die Phrase eine Umänderung in die Wendung „Gewalt vor Recht.“ Bismarck bestritt jedoch die Urheberschaft der Phrase „Macht geht vor Recht“. Karikatur von Karel Klíč aus der österreichischen Satirezeitung Der Floh vom 25. Dezember 1870.

Blut und Eisen ist ein sprachliches Bild, dessen frühgeschichtlicher Ursprung auf Kriegswaffen aus Eisen zurückgeht. Im deutschen Raum wurde der Begriff vor allem seit den napoleonischen Kriegen verwendet. Mit „Blut und Eisen“ verband sich im 19. und frühen 20. Jahrhundert die Vorstellung entweder einer durch kriegerische Mittel herbeigeführten deutschen Nationalstaatsgründung oder einer machtstaatlich-militärischen Vorgehensweise. An Bekanntheit gewann das Schlagwort „Blut und Eisen“ durch eine Rede, die der preußische Ministerpräsident Otto von Bismarck während des preußischen Verfassungskonfliktes am 30. September 1862 vor der Budgetkommission des preußischen Abgeordnetenhauses hielt. In der Folge sahen sowohl Gegner als auch Anhänger des Ministerpräsidenten das Wortpaar als eine Strategie der bismarckschen Politik an: Ziel von „Blut und Eisen“ sei es, mittels außenpolitischer Erfolge von innenpolitischen Spannungen abzulenken.
Unter dem Eindruck der sogenannten deutschen Einigungskriege von 1864, 1866 und 1870/1871 entwickelte sich der Begriff dann zu einem Gründungsmythos des Deutschen Kaiserreiches. Bismarck habe demnach mit „Blut und Eisen“ gewaltsam den jahrhundertelangen Widerstand anderer europäischer Mächte gegen einen deutschen Einheitsstaat gebrochen und die deutschen Länder durch den gemeinsamen Waffengang zusammengeschweißt. Auf diesem Narrativ beruhte wesentlich auch die Dominanz von Militär und Obrigkeitsstaat in der Gesellschaft des Deutschen Kaiserreiches. Nach dem Ersten Weltkrieg bildete „Blut und Eisen“ für rechtsextreme Kräfte einen historischen Gegensatz zu der als machtstaatlich schwach empfundenen Regierung der Weimarer Republik. Die Nationalsozialisten versuchten, sich in die außenpolitische Tradition von Bismarcks „Blut-und-Eisen“-Politik zu stellen.

## Begriffsentwicklung vor 1862

### Ursprung
Die sprachliche Verbindung der Schlagworte „Blut und Eisen“ hat ihren Ursprung im Aufkommen metallener Waffen. Die Kriegsgeräte bestanden zunächst aus Bronze und später aus Eisen. So verschränkte bereits das griechische Epos der Ilias Kampfszenen mit Beschreibungen von „Blut und Eisen“. Eine weitere Bedeutungsebene von „Blut und Eisen“ findet sich erstmals in einem Kommentar des römischen Rhetoriklehrers Quintilian oder eines seiner Schüler. In der Passage heißt es, „Mord scheint Blut und Eisen zu bedeuten“ („Caedes videtur significare sanguinem et ferrum“). Die Worte entstammen einer juristischen Definition von Mord. Dieser Interpretation nach galt die „Tötung durch eine Eisenwaffe, die Blut fließen lässt“, als Mord im rechtlichen Sinne.

### Zeit der Koalitionskriege
Das Schlagwort „Blut und Eisen“ erlangte während der Koalitionskriege Anfang des 19. Jahrhunderts Bedeutung. Damit warben Anhänger des deutschen Nationalismus für einen Kampf gegen die Herrschaft Napoleons. Dahinter stand die Idee, nur mit kriegerischer Gewalt eine deutsche Nationalstaatsgründung durchsetzen zu können. Im liberalen Bürgertum blieb eine solche Vorstellung in den folgenden Jahrzehnten weit verbreitet. Die „Blut-und-Eisen“-Metaphorik schlug sich auch in nationalistischen Gedichten der Schriftsteller Max von Schenkendorf, Theodor Körner und Ernst Moritz Arndt nieder. Ihre Lyrik trug laut dem Germanisten Gunnar Müller-Waldeck dazu bei, dass „Blut und Eisen“ sich zur Chiffre „eines heroisch-paternalistischen Wertesystems“ entwickelte: Inhärent sei dem Topos das Ideal eines „wehrhaften Volkskaisertums“.
„Blut und Eisen“ spielt vor allem in dem 1813 während der Befreiungskriege geschriebenen Gedicht Das eiserne Kreuz eine wichtige Rolle. Es wurde von dem Studenten und Kriegsfreiwilligen Max von Schenkendorf verfasst:
Denn nur Eisen kann uns retten,

Und erlösen kann nur Blut

Von der Sünde schweren Ketten,

Von des Bösen Übermut.
Schenkendorf pries in dem Gedicht das Eiserne Kreuz, einen 1813 gegründeten militärischen Verdienstorden, der in Preußen für besondere Leistungen im Krieg verliehen wurde. Auch in Arndts Vaterlandslied von 1812 findet sich ein Bezug zu „Blut und Eisen“: „Wir wollen heute Mann für Mann / Mit Blut das Eisen röten“.

### Zeit der italienischen Nationsbildung
Die Vorstellung einer gewaltsam mit „Blut und Eisen“ durchgesetzten nationalen Einigung wurde durch den Sardinischen Krieg von 1859 neu aktiviert. Unter der Regie des Königreiches Sardinien-Piemont nahm ein italienischer Nationalstaat Konturen an. Die liberale Mehrheit im preußischen Abgeordnetenhaus glaubte daher, dass auch die deutsche Frage nur auf kriegerischem Wege zu lösen sei. Vergleichbare Überzeugungen existierten auch in der italienischen Nationalbewegung. Der spätere italienische Ministerpräsident Camillo Benso von Cavour erklärte, dass die „italienische Frage nur eine Lösung [kenne]: die Kanone“. Cavours Verständnis von einer „Blut-und-Eisen“-Politik unterschied sich jedoch von der des späteren preußischen Ministerpräsidenten Bismarck. Während Bismarck in seiner „Blut-und-Eisen“-Rede von 1862 Krieg als politisches Mittel den vermeintlich schwachen „Reden und Majoritätsbeschlüssen“ des Parlamentes gegenüberstellte, erkannte Cavour parlamentarische Mehrheitsverhältnisse als Machtfaktor für seine Politik an. Bismarck verwendete im Jahr 1859 – zu dieser Zeit noch in der Funktion als preußischer Botschafter in Sankt Petersburg – eine „Blut und Eisen“ ähnelnde Formulierung. Er sprach von der lateinischen Redewendung „ferro et igni“, was so viel heißt wie „durch Eisen und Feuer“. Mit diesem Begriff sprach sich Bismarck dafür aus, preußische Interessen im Deutschen Bund energischer durchzusetzen, notfalls auch durch den Einsatz kriegerischer Mittel. Die Bindung österreichischer Soldaten durch den Sardinischen Krieg sei hierfür eine passende politische Gelegenheit. Wortwörtlich meinte Bismarck, dass die Bundesverpflichtungen Preußens gegenüber dem Deutschen Bund „früher oder später ferro et igni [übersetzt: durch Eisen und Feuer] werden heilen müssen“.

## Bismarcks „Blut-und-Eisen-Rede“ von 1862

### Inhalt
1862 zum preußischen Ministerpräsidenten ernannt griff Bismarck die „Blut-und-Eisen“-Phrase während des preußischen Verfassungskonfliktes auf. Hintergrund war ein Streit um militärpolitische Fragen zwischen dem preußischen Abgeordnetenhaus und der Krone. Das Abgeordnetenhaus hatte am 23. September 1862 alle Kosten für die Heeresreform aus dem Staatshaushalt gestrichen und schickte eine Budgetkommission zu Verhandlungen mit der Regierung. Bei der Sitzung am 30. September 1862 hielt Bismarck vor der Kommission seine sogenannte „Blut-und-Eisen“-Rede. Über deren genaue Motive wird in der Forschung bis heute gestritten. Nach Einschätzung des Historikers Lothar Gall versuchte Bismarck den Konflikt herunterzuspielen. Bismarck habe den Abgeordneten die Möglichkeit einer gemeinsamen Außenpolitik in Aussicht gestellt. Der Historiker Hans-Ulrich Wehler meint hingegen, dass Bismarck bei seinem Auftritt lediglich „Einigungschancen“ mit dem Parlament ausloten wollte. Der Ministerpräsident habe sich nur „streckenweise maßvoll“ gezeigt. Bismarck erklärte den Abgeordneten der Budgetkommission:

„Nicht auf Preußens Liberalismus sieht Deutschland, sondern auf seine Macht; Bayern, Württemberg, Baden mögen dem Liberalismus indulgieren, darum wird ihnen doch keiner Preußens Rolle anweisen; Preußen muß seine Kraft zusammenfassen und zusammenhalten auf den günstigen Augenblick, der schon einige Male verpaßt ist; Preußens Grenzen nach den Wiener Verträgen sind zu einem gesunden Staatsleben nicht günstig; nicht durch Reden und Majoritätsbeschlüsse werden die großen Fragen der Zeit entschieden – das ist der große Fehler von 1848 und 1849 gewesen –, sondern durch Eisen und Blut.“

### Deutung
Mit der Formulierung versuchte Bismarck, das preußische Abgeordnetenhaus für die Heeresreform zu gewinnen. Er argumentierte, dass die Revolution von 1848/1849 ihr Ziel einer nationalstaatlichen Einigung aufgrund fehlender militärischer Machtmittel verfehlt habe. Ob Bismarck mit seiner Rede von 1862 bereits das Fernziel einer deutschen Einigung ins Auge nahm oder lediglich eine Aussage über die aktuelle Machtpolitik Preußens machte, ist in der Forschung umstritten. Bismarck selbst interpretierte seinen Ausspruch Jahrzehnte später selbst im erstgenannten Sinne. In einer Debatte zur Polenfrage im preußischen Abgeordnetenhaus sagte er am 28. Januar 1886:

„Ich kann nicht dafür, daß ich damals nicht verstanden worden bin; ich habe mich namentlich in den bekannt gewordenen, und zwar nicht ganz richtig bekannt gewordenen Äußerungen, die durch die Worte ‚Blut und Eisen‘ gekennzeichnet waren, recht deutlich darüber ausgesprochen, deutlicher fast vielleicht, als es gut war damals. Es handelte sich um militärische Fragen, und
ich hatte gesagt: Legt eine möglichst starke militärische Kraft, mit anderen Worten möglichst viel Blut und Eisen in die Hand des Königs von Preußen, dann wird er die Politik machen können, die Ihr wünscht; mit Reden und Schützenfesten und Liedern macht sie sich nicht, sie macht sich nur durch ‚Blut und Eisen‘. (Bravo! rechts.) Das ist die Sache. Ich wäre vielleicht verstanden worden, wenn ich nicht zuviel Rivalen auf diesem Gebiete, Deutschland herzustellen, damals gehabt hätte. (Heiterkeit.)“

Auch der Historiker Lothar Gall deutet Bismarcks Worte von 1862 als „Kooperationsangebot im Sinne einer entschieden voranschreitenden kleindeutsch-nationalen Politik“. Michael Epkenhans warnt hingegen vor einer Überbewertung der „Blut-und-Eisen“-Rede. Bismarck sei es in erster Linie nicht darum gegangen, „die kleindeutsche Lösung, so wie sie die Nationalbewegung forderte, zu verwirklichen“. Vielmehr sei für Bismarck entscheidend gewesen, eine gegenüber Österreich gleichberechtigte Stellung im Deutschen Bund zu erhalten. Für eine solche Machtsteigerung Preußens sei Bismarck auch bereit gewesen, „sich die Wünsche der Nationalbewegung […] zu eigen [zu] machen“. Auch Dieter Hein meint, dass die Rede auf kein „fest umrissenes nationalpolitisches Programm“ Bismarcks rückschließen lässt. Das Bild einer von Beginn an auf die nationale Einigung Deutschlands abzielenden Politik des neuen Ministerpräsidenten sei eher eine nachträgliche Zuschreibung der Zeitgenossen.

Preußen (blau) im Deutschen Bund; das hellblaue Areal gehörte nur 1848–1851 zum Bund

Der Historiker Wolfram Wette stuft die Rede hingegen als eine durchaus „programmatische Absicht“ Bismarcks ein. Der Ministerpräsident habe bereits „den Weg zur deutschen Einigung“ unter preußischer Vorherrschaft skizzieren wollen und sich klar antiliberal zum bestehenden „preußischen Militär- und Machtstaat“ bekannt. Auch der britische Historiker Richard J. Evans erklärt Bismarcks Worte von „Blut und Eisen“ mit preußischen Machtinteressen: Der Wiener Kongress von 1814/1815 hatte die territoriale Zweiteilung des preußischen Staatsgebietes verstärkt. Die wirtschaftlich prosperierenden Provinzen im Westen (das Rheinland und Westfalen) waren unter anderem durch das Königreich Hannover von den östlichen Gebieten Preußens getrennt. Mit „Blut und Eisen“ hätte Bismarck daher vor allem sein kriegerisches Ziel eines zusammenhängenden Staatsgebietes vorstellen wollen. Hierfür habe Bismarck konsequent keinen anderen Ausweg als die „Zerstörung des Deutschen Bundes“ gesehen. Christoph Nübel interpretiert die Rede dahingehend, dass Bismarck Krieg als ein mögliches Mittel der Politik ansah. Hierin unterschied er sich nicht von anderen Regierungschefs seiner Zeit.

### Unmittelbare öffentliche Resonanz
Bismarcks ursprünglicher Wortlaut „Eisen und Blut“ wurde bereits wenig später in der umgestellten Form von „Blut und Eisen“ öffentlich bekannt. Die Rede löste Protest bei den Abgeordneten aus. Sie und die liberale Öffentlichkeit warfen Bismarck vor, eine „auf außenpolitische Abenteuer gestützte Gewaltherrschaft“ (Eberhard Kolb) etablieren zu wollen. Auch die Presse stellte Bismarck unter Verweis auf die „Blut-und-Eisen“-Rede als einen „skrupellosen Gewaltmenschen“ dar. Ziel einer „Blut-und-Eisen“-Politik sei es durch künftige außenpolitische Erfolge von innenpolitischen Konflikten abzulenken. Diese Einschätzung äußerte Rudolf Virchow, ein Wortführer der Deutschen Fortschrittspartei, noch während der Sitzung der Budgetkommission. Bismarck selbst versuchte, einer solchen Interpretation entgegenzutreten. Kurz nach seiner Rede – ebenfalls noch während der Sitzung – erklärte er:

„Auswärtige Konflikte zu suchen, um über innere Schwierigkeiten hinwegzukommen, dagegen müsse er sich verwahren; das würde frivol sein; er wolle nicht Händel suchen; er spreche von Konflikten, denen wir nicht entgehen würden, ohne daß wir sie suchten.“

Auch bekannte Persönlichkeiten Preußens äußerten sich über Bismarcks Worte. Der Schriftsteller Rudolf Löwenstein, ein Abgeordneter der Berliner Fortschrittspartei, kehrte im Oktober 1862 während einer Rede vor Parteifreunden die ursprüngliche Bedeutung von „Blut und Eisen“ um: Eine nationale Einheit Deutschlands werde so sicher „wie ein Naturgesetz mit Nothwendigkeit sich erfüllen müsse[n]; freilich nicht durch Eisen und Blut, sondern vielmehr durch Eisen und Kohle“. Mit der Losung von „Eisen und Kohle“ griff Löwenstein die damals weit verbreitete Vorstellung auf, dass der damalige wirtschaftliche Boom die deutschen Staaten zusammenführen würde. Die Eisen- und Kohleindustrie bildete dabei eine wichtige Grundlage. Allein die Menge der geförderten Steinkohle stieg im Raum des Deutschen Zollvereines von 3,5 Millionen Tonnen im Jahr 1850 auf 26,3 Millionen Tonnen im Jahr 1869. Im gleichen Zeitraum wuchs die Roheisenherstellung von 220.000 Tonnen auf 1.413.000 Tonnen an. Auch der Historiker Heinrich von Treitschke, Anhänger einer auch gewaltsamen kleindeutschen Lösung unter preußischer Führung, stand Bismarcks Rede 1862 ablehnend gegenüber. In einem Brief vertraute Treitschke seinem Freund Wilhelm Nokk an:

„Du weißt, wie leidenschaftlich ich Preußen liebe; höre ich aber einen so flachen Junker, wie diesen Bismarck, von Eisen und Blut prahlen, womit er Deutschland unterjochen will, so scheint mir die Gemeinheit noch durch die Lächerlichkeit überboten.“

Solche Einschätzungen von späteren „Bismarckverehrern“ erklärt der Historiker Thomas Nipperdey damit, dass Bismarck mit der brutal wirkenden Formulierung von „Eisen und Blut“ gegen die Normen der politischen Sprache seiner Zeit verstieß. Viele Liberale hätten zwar eine „Blut-und-Eisen“-Politik bereits durchaus befürwortet, dies aber nicht öffentlich in einer derartigen Ausdrucksweise artikuliert.

## Rezeption nach 1862

### Reichsgründungszeit

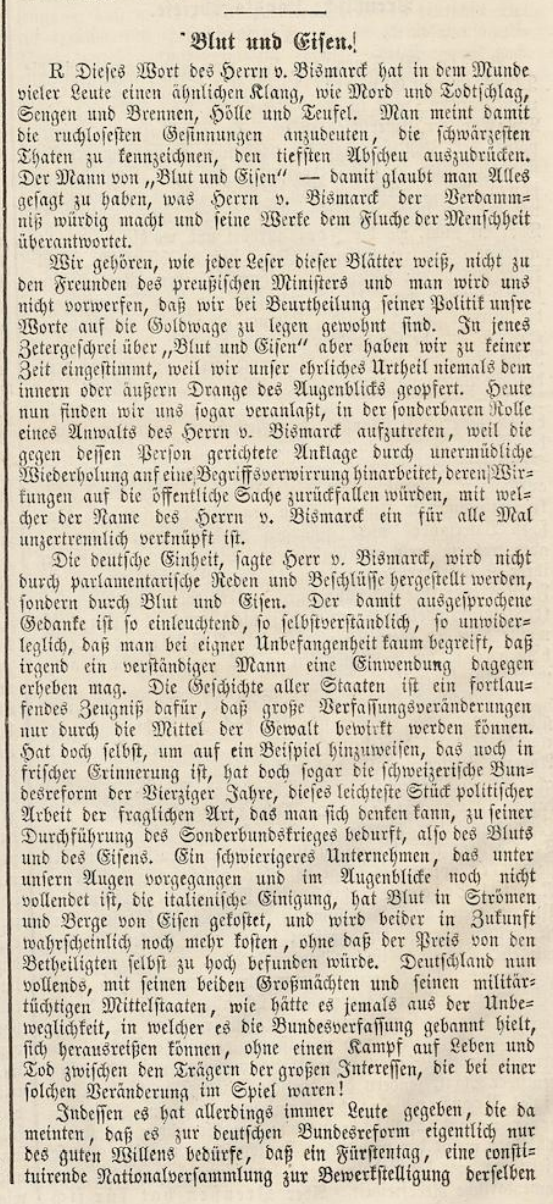
Beginn des Aufsatzes von August Ludwig von Rochau über Bismarcks „Blut-und-Eisen“-Politik, Wochenblatt des Nationalvereins No. 85 vom 3. Januar 1867

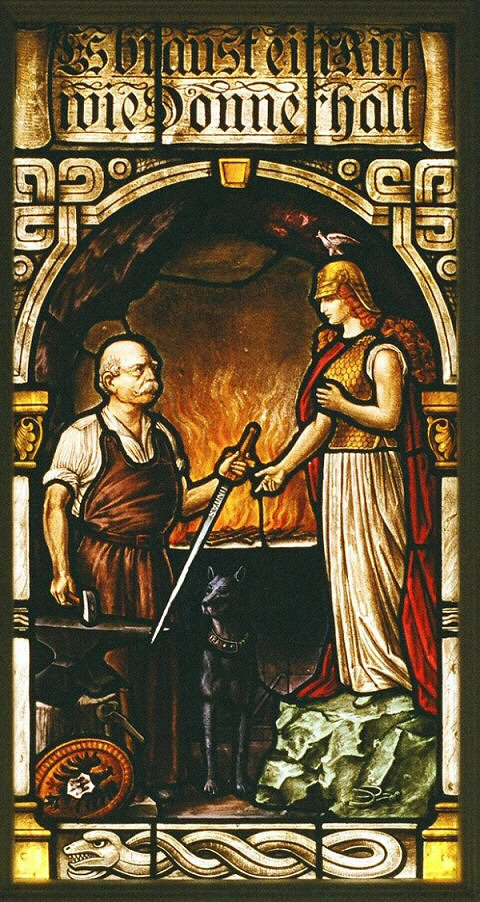
Bismarck als Schmied überreicht der Germania das Schwert. Glasfenster im Haus der StMV Blaue Sänger Göttingen (um 1908) nach einem Gemälde von Guido Philipp Schmitt

Das kriegerische Image als „Mann von Blut und Eisen“ wurde ein fester Bestandteil des Bismarck-Mythos. Gegner wie Befürworter Bismarcks sahen „Blut und Eisen“ als einen Hauptgedanken seiner Politik an. Das Bild des „Eisernen Kanzlers“ wurde durch die Kriege gegen Dänemark 1864, gegen Österreich 1866 und gegen Frankreich 1870/1871 weiter zementiert. Bismarck stand nun endgültig in dem öffentlichen Ruf des Kriegstreibers, wobei meist übersehen wurde, dass es auch auf Seiten der preußischen Kriegsgegner Gruppen gab, die zu einer aggressiven Außenpolitik bereit waren. Die kriegerische Charakterisierung Bismarcks in der Öffentlichkeit hatte auch Bestand, nachdem Bismarck dazu übergegangen war, keine weitere Expansion des Deutschen Reiches mehr anzustreben.
„Blut und Eisen“ erfuhr einige Jahre nach der Rede von 1862 eine positive Umdeutung: Bismarck habe in einem Kampf der deutschen Kultur gegen die romanischen Völker durch „Blut und Eisen“ bzw. den Einigungskriegen den deutschen Nationalstaat geschaffen. Damit sei einer jahrhundertelangen Bevormundung Deutschlands durch die Nachbarstaaten ein Ende bereitet worden. Mit der Erzählung wurde im Ersten Weltkrieg eine hohe Opferbereitschaft eingefordert. In dem Aufsatz „Blut und Eisen“ von 1867 distanzierte sich der Publizist August Ludwig von Rochau von seiner früheren kritischen Haltung gegenüber Bismarck. Dessen nationale Politik habe Erfolg gehabt, weshalb eine moralische Beurteilung der Regierungsmaßnahmen zweitrangig sei. Die öffentliche Wirkmacht der Worte „Blut und Eisen“ führt der Germanist Rolf Parr auf die damalige Popularität einer sprachlichen Zusammenführung von Natur- und Techniksymbolen zurück. Mit „Eisen“ hätten die Zeitgenossen symbolisch an Schmiedekunst, Gießerei oder Architektur gedacht. Folglich wurde Bismarck als ein „Schmied“ des Deutschen Reiches interpretiert, der die einzelnen Länder zusammengeschweißt habe. So einem Bild folgend bezeichneten die Zeitgenossen Bismarck auch als einen schöpferischen „Künstler“, der mit „Blut und Eisen“ ein „Kunstwerk“, das Deutsche Reich, geschaffen habe.
Laut Armin Jähne wurden „Blut und Eisen“ auch im allgemeinen Sprachgebrauch seit Bismarcks Rede zu Synonymen für „Gewaltpolitik, militärischem Druck und Krieg“. „Blut und Eisen“ standen dabei in einem engen Zusammenhang zu einem veränderten Politikverständnis. Vor dem Hintergrund der italienischen Nationalstaatswerdung und dem neuartigen Agieren Bismarcks schienen die Ideale der Revolution von 1848/1849 an Kraft zu verlieren und demgegenüber ein militärisch-machtstaatliches Handeln an Bedeutung zu gewinnen. So definierte die Katholische Volkspartei in einem Aufruf von 1869 „Blut und Eisen“ als eine Politik, die „im Menschen nur ein Objekt für den Militarismus und in seiner Tätigkeit nur eine Quelle für die Steuerschraube“ sehe. Wie viele Demokraten sah der preußische Abgeordnete und Arzt Johann Jacoby den öffentlichen Stimmungsumschwung zu Gunsten einer Politik von „Blut und Eisen“ in Folge des Deutschen Krieges von 1866 kritisch:

„Täuschen wir uns doch nicht über die politische Bedeutsamkeit kriegerischer Erfolge. Mögen immerhin andere Völker Europas auf dem Wege der Gewalt, durch eine Art Blut- und Eisenpolitik, zu ihrer staatlichen Einheit gelangt sein, das deutsche Volk, eine tausendjährige Geschichte bezeugt es, hat von jeher solchen Einigungsversuchen erfolgreich Widerstand geleistet.“

Jacoby zufolge widersprach eine militärisch von Preußen aufgezwungene Einheit der historischen Freiheitstradition in Deutschland. Damit hielt Jacoby noch an einer während der Revolution von 1848/1849 häufig geäußerten Position fest. In der Reichsgründungszeit zeichnete sich jedoch die Tendenz ab, dass die Mehrheit der Liberalen inzwischen dazu bereit war, das Ideal der politischen Freiheit vorerst hinter das der nationalen Einheit zurücktreten zu lassen. Einheit, so die häufig vertretene Ansicht, lasse sich nur „realpolitisch“ durch eine Machtpolitik verwirklichen. Gegen diese Haltung wandte sich als Sprachrohr des linken Spektrums der Fortschrittspartei die Volkszeitung vom 18. August 1865. Sie erklärte, dass die durch „Blut und Eisen“ hergestellte nationalstaatliche Einheit, „selbst wenn sie möglich wäre, die letzten Spuren der Freiheit vernichte[t].“ Die preußische Durchsetzung einer deutschen Einheit spaltete nicht nur die liberalen Kräfte. Der Sozialdemokrat Wilhelm Liebknecht befürwortete eine großdeutsche Lösung und stand der Nationalpolitik des preußischen Machtstaates kritisch gegenüber. Davon zeugt ein Gedicht von ihm aus dem Jahr 1868:
„Durch Blut und Eisen eint man Knechte –

So sollen wir nun ewig steh’n!

Auf, laß uns, Gott der Menschenrechte,

Zur Einheit durch die Freiheit geh’n!“

### Deutsches Kaiserreich
Im Deutschen Kaiserreich spielten „Blut und Eisen“ eine wichtige Rolle für die Deutung der deutschen Geschichte. Die Schlagworte wurden häufig in einen Gegensatz zum erfolglosen nationalen Einigungsversuch von 1848/1849 gestellt, der „Revolution von unten“. Demnach sei das erfolgreiche Zustandekommen der deutschen Reichsgründung die Leistung des Militärs und einer vom preußischen Staat ausgehenden „Revolution von oben“. Somit verschaffte die nationale „Blut-und-Eisen“-Vorstellung den Offizieren eine hohe Anerkennung im deutschen Bürgertum. Wolfram Wette sieht „Blut und Eisen“ als das zentrale „Denkmuster“ des damaligen deutschen Militarismus an: Mit dem Begriff verbinde sich die Idee „einer positiven Rolle der Gewalt in der Geschichte“, die nicht nur Anhänger des Nationalismus, sondern die frühe deutsche Arbeiterbewegung vertreten habe. Das Denkmuster von „Blut und Eisen“ erfuhr jedoch auch Kritik: Als ein pazifistischer Gegenbegriff zu „Blut und Eisen“ kam die von dem Pädagogen Friedrich Wilhelm Foerster geprägte Bezeichnung „Schwertglauben“ auf, für den dieser Glauben Ausdruck einer „allgemeinen Machtvergötterung“ in Deutschland war. Mit ihm kritisierte die Friedensbewegung die militaristische Haltung in der Gesellschaft. Den „Schwertglauben“ deutete Foerster als Symptom einer „nationalen Krankheit“.
Die Schriftstellerin Gabriele Reuter nutzte in ihrem 1895 erschienenen gesellschaftskritischen Roman Aus guter Familie. Leidensgeschichte eines Mädchens die Formel von „Blut und Eisen“, um das bestehende nationale System zu kritisieren. Die Hauptprotagonistin des Romans besucht zum Ende des Buches hin ein Heilbad. Über die Kuranlage schreibt Reuter:

„Frauen – Frauen – nichts als Frauen. Zu hunderten strömen sie aus allen Teilen des Vaterlandes hier bei den Stahlquellen zusammen, als sei die Fülle von Blut und Eisen, mit der das Deutsche Reich zu machtvoller Größe geschmiedet, aus seiner Töchter Adern und Gebeinen gesogen, und sie können sich von dem Verlust nicht erholen.“

Die „Blut-und-Eisen“-Bezugnahme Reuters stellt nach Meinung von Peter Sprengel eine Verknüpfung mit Bismarcks antiparlamentarischem Politikstil und der kriegerisch-militaristischen Haltung im Deutschen Kaiserreiches her. Unter dessen Bedingungen leiden die Protagonisten des Romans. Laut Jenny Bauer soll Reuters Anspielung von „Blut und Eisen“ besonders die Frauen als Soldatinnen zeigen, die trotz ihrer „reichskonstituierende[n]“ Mutterschaft in der Gesellschaft kaum Entlastung finden.
In seinem Roman Frau Jenny Treibel spielte auch der Schriftsteller Theodor Fontane ironisch auf „Blut und Eisen“ an: Während eines Dinners äußert Romanfigur Corinna Schmidt, Tochter eines Gymnasialprofessors, dass der Fabrikantenbesitzer Treibel eine „Blut-und-Eisen-Theorie“ vertrete. Corinna bezieht sich damit auf den Umstand, dass Treibel blaue Farbe für Uniformen herstellen lässt. Aus dem Grund ist der Unternehmer nun davon überzeugt, eine militärische Gesinnung zeigen zu müssen. Er zieht gemeinsam mit einem Leutnant – letztlich erfolglos – in den regionalen Wahlkampf.
1898 nutzte Kaiser Wilhelm II. den Begriff von „Blut und Eisen“ zur Rechtfertigung der sogenannten Zuchthausvorlage. Dem gegen die sozialdemokratische Arbeiterbewegung gerichteten Gesetzentwurf ging ein Maurerstreik in Potsdam voraus. Der Monarch sah den öffentlichen Protest in unmittelbarer Nähe zum Neuen Palais, seiner Residenz, als Provokation. Er sprach im Kronrat davon, sich „im Notfall auf die Bajonette zu stützen, da es scheint, dass in Deutschland ohne Blut und Eisen auch im Innern gesunde Zustände nicht herbeizuführen sind“. Damit übertrug er die „Blut-und-Eisen“-Phrase auch auf den Bereich der Innenpolitik. Die daraufhin ausgearbeitete Gesetzesvorlage der Regierung sollte die Möglichkeit zu streiken, massiv einschränken. Die Ablehnung des Gesetzentwurfes durch den Reichstag ließ das Vorhaben des Kaisers jedoch scheitern.

### Zeit der Weltkriege und Zwischenkriegszeit

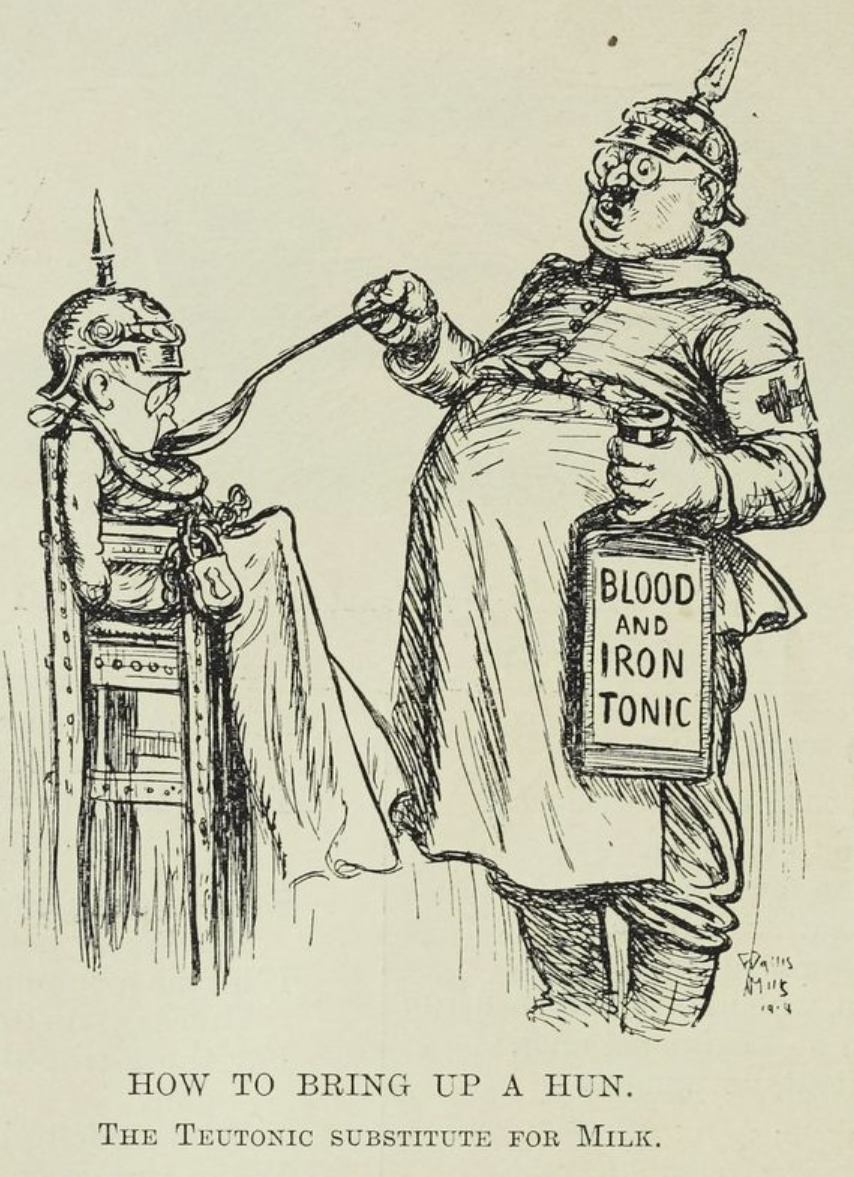
Die während des Ersten Weltkrieges als Propaganda entstandene britische Karikatur zeigt einen deutschen Soldaten, der ein Kleinkind füttert. Mit einem übergroßen Löffel flößt er dem Kind ein Stärkungsmittel ein, bei dem es sich der Flaschenbeschriftung nach um ein „Blut-und-Eisen-Tonikum“ („Blood und Iron Tonic“) handelt. Es dient als Muttermilchersatz. Das Kind ist an einen Stuhl gekettet und trägt eine Pickelhaube, was die Deutschen nicht nur als Militaristen, sondern auch als grausame Peiniger ihrer eigenen Kinder darstellen sollte. Karikatur aus der britischen Satire-Zeitschrift Punch („How to Bring up a Hun“ vom 11. November 1914).

Während des Ersten Weltkrieges spielte der Bismarck-Mythos weiterhin eine große Rolle. So beriefen sich deutsche Annexionsbefürworter auf die bismarcksche Politik von „Blut und Eisen“. Nach dem für Deutschland verlorenen Ersten Weltkrieg änderte sich das Bismarckbild insgesamt. Der Reichskanzler entwickelte sich für politisch rechte Kräfte zu einer antirepublikanischen Symbolfigur und stand für eine vermeintlich glorreiche deutsche Vergangenheit. So verwendete der öffentlich einflussreiche Berliner Pfarrer Otto Dibelius die Schlagworte „Blut und Eisen“ 1919 für eine Kritik an dem Friedensvertrag von Versailles. Er meinte, dass wegen dieser Friedensordnung „im Herzen deutscher Männer hinfort nichts anderes mehr wohnen [könne] als der Gedanke der Befreiung durch Blut und Eisen“. Mit diesen Worten erwartete und forderte Dibelius eine kriegerische Revision des Versailler Vertrages. Nationalistische Kräfte gebrauchten das Wortpaar auch, um die außenpolitisch angespannte Situation der Berliner Regierung zu kritisieren. Heinrich Claß, Vorsitzender des Alldeutschen Verbandes, warf Reichskanzler Wilhelm Cuno 1923 vor, keine „Blut-und-Eisen“-Politik zu verfolgen. Bismarck hätte nach Claßens Urteil nie eine französische Besetzung des Rheinlandes geduldet. Die historische Leistung von Bismarck, Deutschland zu „befreien“, sei verspielt worden. Unter anderem in Anlehnung an „Blut und Eisen“ verbreitete auch der in der völkischen Bewegung aktive Publizist August Georg Kenstler erstmals systematisch die Formel von „Blut und Boden“. Unter diesem Begriff sollte sich später eine agrarpolitische und rassistisch begründete Ideologie herausbilden.
Die Nationalsozialisten stellten ihre außenpolitischen Aktivitäten in die Tradition von „Blut und Eisen“: Die Aufrüstung der Wehrmacht, die diplomatische Risikobereitschaft und die Kriegsvorbereitungen wurden mit der frühen Bismarck-Zeit verglichen. Gleichzeitig distanzierten sich NS-Politiker wie Adolf Hitler aber auch von Bismarck. Die vorsichtiger werdende Außenpolitik des ehemaligen preußischen Ministerpräsidenten nach 1870 und dessen kleindeutsche Lösung unter Ausschluss Österreichs passte nicht zu den nationalsozialistischen Vorstellungen. Hitler selbst bezog sich dennoch häufig auf Phrasen, die Bismarck verwendet hatte und inzwischen Teil des allgemeinen Sprachgebrauches waren. So spielte er am 28. Juli 1922 bei einer Rede in München vor Parteianhängern auf die „Blut–und–Eisen“–Rede Bismarcks von 1862 an. Hitler – zu dem Zeitpunkt noch lediglich Parteivorsitzender der NSDAP – behauptete, schon Bismarck habe geäußert, dass „die Schicksale der Völker“ […] „nicht durch Majoritätsbeschlüsse“ und „Verträge, sondern durch Blut und Eisen“ entschieden würden. Mit der Formulierung, die Bismarcks Rede inhaltlich verfälschte, versuchte Hitler seine eigene Abneigung gegenüber internationalen Verträgen historisch zu rechtfertigen.
Karikiert wurde die Anlehnung der NS-Machthaber an „Blut und Eisen“ 1934 durch den Künstler John Heartfield. Eines seiner Werke mit dem Titel „Der alte Wahlspruch im ‚neuen‘ Reich: Blut und Eisen“ zeigt vier in Form eines Hakenkreuzes zusammengebundene blutige Beile. Das Hauptsymbol der Nationalsozialisten erscheint auf diese Weise als ein Mordwerkzeug.

### Neuere Historiographie
Den Mythos von „Blut und Eisen“ für die deutsche Reichsgründung hinterfragte um 1920 der englische Wirtschaftshistoriker John Maynard Keynes. Ihm zufolge hätten eher „Kohle und Eisen“ und weniger „Blut und Eisen“ die nationale Einigung Deutschlands ermöglicht. „Kohle und Eisen“ standen dabei für die wichtigsten Industriezweige im Deutschen Bund. Ein industriell-wirtschaftlicher Entwicklungsvorsprung Preußens gegenüber Österreich habe die kleindeutsche Lösung begünstigt. Der deutsche Wirtschaftshistoriker Volker Hentschel folgt diesem Urteil: Das wirtschaftspolitische Engagement Preußens im Deutschen Bund – etwa die Gründung des Zollvereins – habe lange vor den Einigungskriegen Weichen für den preußisch-deutschen Nationalstaat gestellt. Dem widerspricht Hans-Ulrich Wehler. Er argumentiert, dass die Mehrheit der Zollvereinsmitglieder im Krieg von 1866 österreichische Verbündete waren und gegen Preußen kämpften. Die Entwicklung hin zu einem von Preußen dominierten Nationalstaat war seiner Meinung nach erst die Konsequenz einer Politik von „Blut und Eisen“ bzw. den drei deutschen Einigungskriegen. Laut dem ungarischen Historiker Iván T. Berend trugen „Kohle und Eisen“ zu den militärischen Erfolgen Preußens bei: So spielte die Krupp-Gussstahlfabrik für die Kriegsrüstung eine wichtige Rolle. Die preußischen Stahlkanonen Krupps hatten eine etwa doppelt so große Reichweite wie die herkömmlichen Bronzegeschütze der Kriegsgegner.
Eine weitere mit „Blut und Eisen“ zusammenhängende Forschungsfrage betrifft im Sinne der deutschen Sonderwegsthese die politischen Folgen der Reichsgründung. Demnach wertete die nationale Einigung durch „Blut und Eisen“ militärische Werte so weit auf, dass sich die deutsche Gesellschaft anschließend stark von denjenigen in westlichen Staaten wie Frankreich, Großbritannien und den Vereinigten Staaten von Amerika unterschied. Die Entwicklung habe dann in der Konsequenz unter anderem Deutschland den Weg in den Ersten Weltkrieg geebnet. Das hohe Ansehen der Offiziere in Folge der mit „Blut und Eisen“ durchgesetzten Reichsgründung verhinderte der Sonderwegsthese folgend auch, dass das Militär dem Parlament unterstellt wurde. Da der Einigungsprozess nicht unter demokratischem Vorzeichen zustande kam, habe trotz des allgemeinen Wahlrechts keine Entwicklung hin zu einer dem Parlament verantwortlichen Regierung stattfinden können. Der Historiker Jakob Vogel relativiert solche Einschätzungen: Trotz der starken Prägung des deutschen Kaiserreiches durch den Militarismus, könne zeitgleich beispielsweise auch das Frankreich der Dritten Republik als eine „société militaire“, eine Militärgesellschaft, charakterisiert werden.